# 竹内吟秋
竹内 吟秋（たけのうち ぎんしゅう、天保2年2月5日（1831年3月18日） - 1913年（大正2年）11月2日）は明治時代の陶芸家。通称は直輔、源三郎、諱は知雅、別号は節翁。青年期は武芸に励み、加賀大聖寺藩、石川県に出仕した後、九谷焼作陶に転じ、維新舎主、九谷陶器会社支配人、江沼郡九谷陶器同盟組合頭取、石川県工業学校陶磁科教諭を歴任した。弟浅井一毫も陶芸家。

## 生涯

### 修学
天保2年（1831年）2月5日大聖寺藩士浅井長右衛門の長男として生まれた。天保9年（1838年）室田某に習字、天保10年（1839年）菅生石部神社大江某に読書を学んだ。
弘化2年（1845年）堀文錦、小島春晁に絵画、弘化3年（1846年）山田十助に真之神道流柔術、七尾篤忠に直心影流剣術を学び、師の没後田中有常に皆伝を受けた。弘化4年（1847年）飯田屋八郎右衛門に陶画を学び興味を持ったが、武術に専念するため10日余りで断念し、嘉永5年（1852年）樋口彦蔵に佐分利流槍術を学んだ。

### 大聖寺藩、石川県出仕
万延元年（1860年）3月から慶応3年（1867年）1月まで軍中殿役を務め、慶応4年（1868年）1月大砲方となり、7月京都蹴上の藩警固所に詰め、徒目付加人を兼務した。11月養父が病没したため、明治2年（1869年）1月跡目を継ぎ、徒並、15俵となった。2月帰国し、会計局横目、6月軍務局筆生、8月学政重政寮筆生加人、12月雑掌兼藩学校筆生、明治3年（1870年）3月5日文武学校筆生加人となり、10月雑掌兼藩学校筆生に戻った。明治4年（1871年）11月20日大聖寺県が金沢県に併合されると、12月26日藩校も閉鎖され、無職となった。
明治5年（1872年）石川県大聖寺出張所租税掛となった後、1873年（明治6年）区方副戸長、11月江沼郡第19大区長、1874年（明治7年）4月江沼郡第22大区長、明治8年（1875年）鹿島郡第16大区長を歴任し、帰郷して明治9年（1876年）聯合教育会幹事、義倉会幹事等を務めた。

### 陶芸の道へ
1878年（明治11年）古九谷復興のため塚谷竹軒、大蔵寿楽に半年間九谷素地の製法を学び、京都から雲林院宝山を招いて研究に励み、1879年（明治12年）3月維新舎を開校して舎主となった。1880年（明治13年）1月飛鳥井清の九谷陶器会社支配人兼陶工部長に就き、1881年（明治14年）創立事務を終えて維新舎を再興し、上京して江戸川製陶所に学んだ。1884年（明治17年）来県したゴットフリード・ワグネルの指導を受け、1885年（明治18年）再び上京して加藤友太郎、植田豊橘、ワグネルに学んだ。
1886年（明治19年）前田正名により五二会石川県江沼支部監督に指名され、1888年（明治21年）2月江沼郡九谷陶器画工組合頭取、3月陶器研究会会長、1889年（明治22年）4月江沼郡九谷陶器同盟組合頭取を歴任した。
1894年（明治27年）12月石川県工業学校陶磁科講師となり、1897年（明治30年）3月助教諭、1902年（明治35年）5月教諭に進んだ。1907年（明治40年）5月辞職し、奥鷹匠町に工房を設けて陶芸に専念し、1913年（大正2年）11月2日病没した。墓所は鉄砲町松縁寺で、戒名は心誉院秋月良円居士。

## 作品
- 色絵金襴手龍虎図大瓶 - 1892年（明治25年）作。東京国立博物館所蔵[4]。
- 色絵竹に鳥図八角皿 - 京都国立博物館所蔵[5]。
- 金彩色絵龍虎図花瓶 - 1893年（明治26年）シカゴ万国博覧会出品。京都国立博物館所蔵[5]。
- 赤絵金彩雲龍図花瓶 - 1908年（明治41年）作。加賀市美術館所蔵[6]。
- 赤絵草花文蓋物 - 石川県立美術館所蔵[7]。
- 色絵鳳凰図花瓶 - 石川県立美術館所蔵[8]。
- 赤絵金彩虎渡海図平鉢 - 石川県九谷焼美術館所蔵[9]。
- 赤絵金彩龍図花瓶 - 石川県九谷焼美術館所蔵[10]。
- 元禄美人図角皿 - 個人蔵[11]。
- 花鳥図花菱形端皿 - 個人蔵[12]。
- 六曲二双屏風 - 1895年（明治28年）8月写。子孫広沢家所蔵[3]。
- 寿老人図掛軸 周文之図 - 1912年（明治45年）夏模。広沢家所蔵[3]。

## 親族
- 実父：浅井長右衛門 - 明治4年（1871年）7月病没[1]
  - 弟：浅井一毫 - 陶芸家[1]。
- 養父：竹内栄蔵 - 嘉永3年（1850年）縁組。慶応4年（1868年）11月病没[1]。
- 三男：広沢芦秋 - 明治5年（1872年）生。幼名は善吉。陶芸の道に進んだ[1]。